# Pratura spica
Pratura spica är en insektsart som beskrevs av Alexander Fyodorovich Emeljanov 2002. Pratura spica ingår i släktet Pratura och familjen dvärgstritar. Inga underarter finns listade i Catalogue of Life.